# Чемпионат СССР по лёгкой атлетике 1950
Лично-командный чемпионат СССР по лёгкой атлетике 1950 года проходил с 17 по 23 сентября в Киеве на Республиканском стадионе имени Н. С. Хрущёва. На старт вышли 680 легкоатлетов, представлявшие команды спортивных обществ и ведомств. На протяжении семи дней были разыграны 38 комплектов медалей (24 у мужчин и 14 у женщин).
Чемпионат 1950 года был примечателен очередной победой Николая Озолина в прыжке с шестом. Впервые сильнейшим в стране он стал ещё в 1928 году, а в Киеве в возрасте 44 лет установил абсолютный рекорд по количеству титулов чемпиона СССР, завоёванных в одной дисциплине — 12. В будущем это достижение так и останется непревзойдённым, его смогут лишь повторить прыгун в длину Игорь Тер-Ованесян и метатель копья Янис Лусис.
Высшее мировое достижение в женском пятиборье обновила Александра Чудина, набравшая сумму 4783 очка. Она же стала автором нового рекорда СССР в прыжке в высоту — 1,68 м. Всего же по итогам соревнований на счету Чудиной оказалось шесть золотых медалей. Помимо пятиборья и прыжка в высоту, Чудина выиграла 80 м с барьерами, прыжок в длину, а также обе эстафеты.
Высоким уровнем показанных результатов отметились бегуны на 10 000 метров. По ходу дистанции несколько раз происходила смена лидера, в отрыв поочерёдно уходили Владимир Казанцев, Никифор Попов и Феодосий Ванин. За километр до финиша Ванин опережал Ивана Семёнова, находившегося на втором месте, на 30—35 метров. Однако за полтора круга до финиша Семёнов начал стремительно сокращать отставание, а на последнем вираже вышел вперёд. На оставшемся отрезке его преимущество над Ваниным выросло до 2,6 секунд. Семёнов установил новый всесоюзный рекорд (30.07,0); прежнее достижение (30.26,8) превысили первые четыре финишировавших бегуна.
Открытием сезона 1950 года и соревнований в Киеве стала Софья Мальшина. В беге на 200 метров она в очной борьбе уверенно опередила действующую рекордсменку страны Евгению Сеченову и установила новое всесоюзное достижение — 24,7. Обе спортсменки также стали двукратными чемпионками в эстафетах, где выступали за команду «Динамо».
Эстонец Хейно Липп в очередной раз продемонстрировал свой универсализм, став трёхкратным чемпионом СССР. Ему покорились все дисциплины, в которых он был действующим рекордсменом страны: толкание ядра (16,30 м, пятая победа подряд), метание диска (48,94 м) и десятиборье (7319 очков).
Нина Думбадзе вновь не знала себе равных в метании диска. Начиная с 1939 года, она ни разу не проиграла соревнования на национальном чемпионате. В 1940 и 1945 годах в метании диска побеждали другие спортсменки, однако Думбадзе не принимала участие в тех турнирах.
В седьмой раз за последние 8 лет Сергей Комаров завоевал титул чемпиона СССР на дистанции 400 метров. Победа в Киеве оказалась самой трудной для бегуна из Москвы: их спор с Павлом Кияненко смог разрешить только фотофиниш (оба спортсмена показали результат 49,4). По аналогичному сценарию прошёл этот вид и у женщин. Рекордсменка страны Зоя Петрова и Надежда Смирнова вели упорную борьбу за победу и показали одинаковое время 56,8. Чемпионка была определена лишь на следующий день после финала, когда была проявлена киноплёнка и стало понятно, что Смирнова первой коснулась финишной ленточки.
Спринтер Николай Каракулов уступил чемпионские звания в беге на 100 и 200 метров Владимиру Сухареву. Начиная с 1943 года, Каракулов выиграл 13 из 14 финалов первенств Советского Союза на этих дистанциях, но в 1950 году довольствовался только одним серебром (200 метров).
Чемпионат СССР по марафону прошёл отдельно, 15 июля в Москве.

## Командное первенство
| Место | Команда         |
| ----- | --------------- |
| 1     | Профсоюзы       |
| 2     | «Динамо»        |
| 3     | Советская Армия |

## Медалисты

### Мужчины
| Дисциплина             | Золото                                                            | Золото            | Серебро                                                                        | Серебро           | Бронза                                                                      | Бронза            |
| ---------------------- | ----------------------------------------------------------------- | ----------------- | ------------------------------------------------------------------------------ | ----------------- | --------------------------------------------------------------------------- | ----------------- |
| 100 м                  | Владимир Сухарев Динамо Москва                                    | 10,5              | Лев Каляев Профсоюзы Ленинград                                                 | 10,7              | Леван Санадзе Профсоюзы Тбилиси                                             | 10,7              |
| 200 м                  | Владимир Сухарев Динамо Москва                                    | 21,7              | Николай Каракулов Динамо Москва                                                | 21,8              | Леван Санадзе Профсоюзы Тбилиси                                             | 22,1              |
| 400 м                  | Сергей Комаров Динамо Москва                                      | 49,4              | Павел Кияненко Советская Армия Ленинград                                       | 49,4              | Геннадий Модой Динамо Москва                                                | 49,5              |
| 800 м                  | Пётр Чевгун Советская Армия Киев                                  | 1.51,7            | Сергей Архаров Динамо Москва                                                   | 1.52,5            | Геннадий Модой Динамо Москва                                                | 1.52,6            |
| 1500 м                 | Эрих Веэтыусме Профсоюзы Таллин                                   | 3.51,8            | Николай Белокуров Советская Армия Днепропетровск                               | 3.54,0            | Александр Соломко Динамо Москва                                             | 3.54,8            |
| 5000 м                 | Владимир Казанцев Динамо Москва                                   | 14.33,0           | Иван Семёнов Советская Армия Ленинград                                         | 14.34,8           | Иван Пожидаев Профсоюзы Ленинград                                           | 14.35,2           |
| 10 000 м               | Иван Семёнов Советская Армия Ленинград                            | 30.07,0           | Феодосий Ванин Советская Армия Москва                                          | 30.09,6           | Владимир Казанцев Динамо Москва                                             | 30.20,0           |
| 3000 м с препятствиями | Владимир Казанцев Динамо Москва                                   | 9.13,8            | Михаил Салтыков Советская Армия Минск                                          | 9.14,6            | Павел Зверев Спартак Москва                                                 | 9.18,4            |
| 110 м с барьерами      | Евгений Буланчик Профсоюзы Киев                                   | 14,9              | Юрий Литуев Советская Армия Ленинград                                          | 14,9              | Пётр Денисенко Профсоюзы Киев                                               | 15,2              |
| 200 м с барьерами      | Тимофей Лунёв Профсоюзы Минск                                     | 24,5              | Сергей Попов Профсоюзы Ташкент                                                 | 24,9              | Б. Минаев Трудовые резервы Москва                                           | 25,9              |
| 400 м с барьерами      | Юрий Литуев Советская Армия Ленинград                             | 52,9              | Тимофей Лунёв Профсоюзы Минск                                                  | 54,0              | С. Борсук Советская Армия Москва                                            | 54,1              |
| Прыжок в высоту        | Василий Сидорко Динамо Киев                                       | 1,90 м            | А. Бибеев Советская Армия Ростов-на-Дону                                       | 1,90 м            | Юрий Финке Спартак Самарканд                                                | 1,85 м            |
| Прыжок с шестом        | Николай Озолин Динамо Москва                                      | 4,20 м            | Виктор Князев Профсоюзы Москва                                                 | 4,20 м            | Владимир Бражник Профсоюзы Киев                                             | 4,10 м            |
| Прыжок в длину         | Хандадаш Мадатов Динамо Баку                                      | 7,15 м            | Владимир Бражник Профсоюзы Киев                                                | 7,10 м            | Анатолий Кузнецов Спартак Ленинград                                         | 7,07 м            |
| Тройной прыжок         | Борис Замбримборц Профсоюзы Рига                                  | 15,30 м           | Леонид Щербаков Динамо Москва                                                  | 15,19 м           | Владимир Герасимчук Советская Армия Ташкент                                 | 14,99 м           |
| Толкание ядра          | Хейно Липп Профсоюзы Тарту                                        | 16,30 м           | Отто Григалка Динамо Москва                                                    | 15,52 м           | Дмитрий Горяинов Советская Армия Ленинград                                  | 15,20 м           |
| Метание диска          | Хейно Липп Профсоюзы Тарту                                        | 48,94 м           | Николай Банченко Советская Армия Ленинград                                     | 46,39 м           | Николай Щукин Динамо Киров                                                  | 46,34 м           |
| Метание молота         | Александр Канаки Советская Армия Киев                             | 55,37 м           | Георгий Дыбенко Спартак Киев                                                   | 51,77 м           | Александр Шехтель Профсоюзы Ленинград                                       | 50,42 м           |
| Метание копья          | Харри Валлман Профсоюзы Таллин                                    | 66,40 м           | Виктор Цыбуленко Советская Армия Киев                                          | 66,16 м           | Иван Сотников Советская Армия Ленинакан                                     | 65,68 м           |
| Десятиборье*           | Хейно Липп Профсоюзы Тарту                                        | 7319 очков (6724) | Пётр Денисенко Профсоюзы Киев                                                  | 7116 очков (6654) | Виктор Иевлев Профсоюзы Ленинград                                           | 6665 очков (6266) |
| Ходьба на 20 км        | Арвид Менгис Профсоюзы Лиепая                                     | 1:37.15,6         | Иван Ярмыш Советская Армия Киев                                                | 1:38.03,0         | Петерис Зелтыньш Динамо Рига                                                | 1:38.15,0         |
| Ходьба на 50 км        | Сергей Лобастов Советская Армия Ленинград                         | 4:34.08,0         | Петерис Зелтыньш Динамо Рига                                                   | 4:36.42,0         | Иван Нестеров Спартак Ковров                                                | 4:40.56,6         |
| Эстафета 4×100 м       | Профсоюзы Юрий Петров Виктор Логутов Хейно Поттер Владимир Короев | 42,3              | Советская Армия Пётр Головкин Юрий Шоломицкий Павел Кияненко Владимир Муравьёв | 42,3              | Динамо Владимир Сухарев Гавриил Коробков Леонид Григорьев Николай Каракулов | 42,5              |
| Эстафета 4×400 м       | Советская Армия Пётр Чевгун А. Бубук Юрий Литуев Павел Кияненко   | 3.16,6            | Динамо Григорий Ильин Сергей Архаров Геннадий Модой Сергей Комаров             | 3.17,0            | Профсоюзы Леван Санадзе Манивальд Валликиви Иван Бондаренко Георг Гильде    | 3.21,2            |

* Для определения победителя в соревнованиях десятиборцев использовалась старая система начисления очков. Пересчёт с использованием современных таблиц перевода результатов в баллы приведён в скобках.

### Женщины
| Дисциплина       | Золото                                                               | Золото    | Серебро                                                            | Серебро    | Бронза                                                                        | Бронза     |
| ---------------- | -------------------------------------------------------------------- | --------- | ------------------------------------------------------------------ | ---------- | ----------------------------------------------------------------------------- | ---------- |
| 100 м            | Евгения Сеченова Динамо Москва                                       | 12,2      | Зоя Духович Динамо Москва                                          | 12,3       | Надежда Смирнова Советская Армия Москва                                       | 12,4       |
| 200 м            | Софья Мальшина Динамо Москва                                         | 24,7      | Евгения Сеченова Динамо Москва                                     | 25,0       | Вера Быстрова Профсоюзы Ленинград                                             | 25,0       |
| 400 м            | Надежда Смирнова Советская Армия Москва                              | 56,8      | Зоя Петрова Профсоюзы Ленинград                                    | 56,8       | Вера Быстрова Профсоюзы Ленинград                                             | 56,9       |
| 800 м            | Валентина Богатырёва Профсоюзы Одесса                                | 2.14,6    | Ольга Овсянникова Профсоюзы Москва                                 | 2.15,8     | Евдокия Васильева Профсоюзы Москва                                            | 2.16,5     |
| 1500 м           | Ольга Овсянникова Профсоюзы Москва                                   | 4.40,0    | Евдокия Васильева Профсоюзы Москва                                 | 4.40,4     | Алевтина Криволапова Профсоюзы Томск                                          | 4.47,8     |
| 80 м с барьерами | Александра Чудина Динамо Москва                                      | 11,4      | Елена Гокиели Динамо Тбилиси                                       | 11,5       | Галина Ерюхина Советская Армия Москва                                         | 11,7       |
| Прыжок в высоту  | Александра Чудина Динамо Москва                                      | 1,68 м    | Галина Ганекер Советская Армия Ленинград                           | 1,58 м     | Лидия Бородина Динамо Москва                                                  | 1,58 м     |
| Прыжок в длину   | Александра Чудина Динамо Москва                                      | 5,79 м    | Валентина Богданова Профсоюзы Ленинград                            | 5,63 м     | Лидия Бородина Динамо Москва                                                  | 5,44 м     |
| Толкание ядра    | Анна Андреева Динамо Москва                                          | 14,43 м   | Клавдия Точёнова Профсоюзы Ленинград                               | 13,91 м    | Татьяна Севрюкова Динамо Москва                                               | 13,35 м    |
| Метание диска    | Нина Думбадзе Динамо Тбилиси                                         | 51,02 м   | Нина Пономарёва Советская Армия Москва                             | 45,84 м    | Римма Шумская Профсоюзы Москва                                                | 45,17 м    |
| Метание копья    | Наталья Смирницкая Профсоюзы Ленинград                               | 50,98 м   | Галина Зыбина Профсоюзы Ленинград                                  | 49,02 м    | Вера Набокова Профсоюзы Минск                                                 | 47,83 м    |
| Пятиборье        | Александра Чудина Динамо Москва                                      | 4783 очка | Лидия Бородина Динамо Москва                                       | 4247 очков | Надежда Борисова Профсоюзы Ташкент                                            | 3907 очков |
| Эстафета 4×100 м | Динамо Софья Мальшина Александра Чудина Зоя Духович Евгения Сеченова | 47,7      | Профсоюзы Вера Калашникова Вера Быстрова Александра Ус Зоя Петрова | 48,7       | Советская Армия В. Заиц Злата Лобынцева Валентина Андрианова Надежда Смирнова | 48,8       |
| Эстафета 4×200 м | Динамо Софья Мальшина Александра Чудина Зоя Духович Евгения Сеченова | 1.41,2    | Профсоюзы Вера Быстрова Валентина Ивлева Александра Ус Зоя Петрова | 1.42,6     | Советская Армия В. Заиц Злата Лобынцева Валентина Андрианова Надежда Смирнова | 1.42,8     |

## Чемпионат СССР по марафону
Лично-командный чемпионат СССР по марафону 1950 года прошёл 15 июля в Москве. На старт вышли 105 бегунов. Середину дистанции лидером с минутным преимуществом преодолел марафонец из Хабаровска Иван Пиков. Однако вскоре он снизил темп бега и пропустил вперёд Василия Гордиенко. В это же время позади лидеров начал своё финишное набегание Феодосий Ванин. Бегун из Москвы спокойно начал первую половину дистанции, сохранив силы на заключительный отрезок. К 30-му километру он обогнал Пикова и вышел на третье место, на 38-м километре оставил позади себя Якова Москаченкова, а за километр до финиша обошёл и Гордиенко. По аналогичному сценарию Ванин выиграл марафон на чемпионате страны двумя годами ранее, тогда он тоже обогнал Гордиенко за 1,3 км до финиша. Результат чемпиона, 2:29.09,4, стал новым всесоюзным рекордом. Прежнее достижение (2:31.55,0) превысили и два других призёра. Феодосий Ванин и Василий Гордиенко стали первыми советскими марафонцами, преодолевшими рубеж в 2 часа 30 минут.
| Дисциплина | Золото                                | Золото    | Серебро                      | Серебро   | Бронза                         | Бронза    |
| ---------- | ------------------------------------- | --------- | ---------------------------- | --------- | ------------------------------ | --------- |
| Марафон    | Феодосий Ванин Советская Армия Москва | 2:29.09,4 | Василий Гордиенко Искра Киев | 2:29.20,8 | Яков Москаченков Динамо Москва | 2:31.26,0 |